# Скотт, Дебора Линн
Дебора Линн Скотт (англ. Deborah Lynn Scott; род. 1954) — американская художница по костюмам. Обладательница премии «Оскар» за лучший дизайн костюмов в фильме «Титаник» режиссёра Джеймса Кэмерона.

## Карьера
В кинематографе с 1980 года, дизайнер костюмов более чем к 40 кинолентам, на протяжении трёх десятилетий. Работала со многими кассовыми фильмами, такими как «Назад в будущее», «Особое мнение», серией фильмов «Трансформеры». За дизайн костюмов к блокбастеру «Титаник» была удостоена «Оскара» и номинирована на премию Британской киноакадемии. Сотрудничает с известными режиссёрами: Эдвардом Цвиком, Джеймсом Кэмероном, Майклом Бэем.

## Фильмография
Дизайнер костюмов
- 1983 — Сумеречная зона
- 1985 — Назад в будущее
- 1986 — По поводу того, что случилось вчера ночью…
- 1986 — Вооружён и опасен
- 1987 — Кто эта девчонка?
- 1988 — Переезд
- 1990 — Перегон по пересечённой местности
- 1991 — Канун разрушений
- 1991 — Защищая твою жизнь
- 1992 — Хоффа
- 1993 — Джек-Медведь
- 1993 — Щепка
- 1994 — Легенды осени
- 1995 — Индеец в шкафу
- 1995 — Схватка
- 1996 — В поисках Ричарда
- 1996 — Джиллиан на день рождения (англ.)
- 1996 — Nothing (короткометражный)
- 1997 — Титаник
- 1999 — Дикий, дикий Вест
- 2000 — Патриот
- 2002 — Особое мнение
- 2003 — Naked Hotel (ТВ)
- 2003 — Плохие парни 2
- 2005 — Видимость гнева
- 2005 — Остров
- 2005 — Потерянный город
- 2006 — Водопад Ангела
- 2007 — Опустевший город
- 2007 — Трансформеры
- 2008 — Напряги извилины
- 2009 — Трансформеры: Месть падших
- 2009 — Аватар
- 2010 — Любовь и другие лекарства
- 2011 — Трансформеры 3: Тёмная сторона Луны
- 2011 — Мы купили зоопарк
- 2013 — Кровью и потом: Анаболики
- 2014 — Новый Человек-паук. Высокое напряжение
- 2015 — Алоха
- 2015 — Рок на Востоке
- 2016 — 13 часов: Тайные солдаты Бенгази
- 2016 — Гастролёры (сериал, 3 эпизода)
- 2017 — За пропастью во ржи
- 2018 — Убийца 2: Против всех
- 2020 — Аватар 2

Costume and Wardrobe Department
- 1980 — Не отвечай по телефону! / Don’t Answer the Phone (wardrobe)
- 1980 — The Private Eyes (wardrobe assistant)
- 1981 — Спасательный челнок / Lifepod (wardrobe design
- 1982 — Инопланетянин (costumer)
- 1982 — Поцелуй меня в зад / Kiss My Grits (costumer)
- 1983 — Не зови волков (costumer)
- 1984 — Улицы в огне (costume supervisor)
- 1986 — Блу-сити (costumer)
- 2009 — Изобретение лжи (costume consultant)

## Награды и номинации
Премия «Оскар» за лучший дизайн костюмов
- 1998 — «Титаник» (награда)[1]

Премия BAFTA за лучший дизайн костюмов
- 1998 — «Титаник» (номинация)[2]

Премия «Сатурн» за лучшие костюмы
- 1986 — «Назад в будущее» (номинация)
- 2003 — «Особое мнение» (номинация)

Премия «Спутник» за лучший дизайн костюмов
- 1998 — «Титаник» (награда)
- 2001 — «Патриот» (номинация)

Премия Гильдии дизайнеров костюмов за мастерство в фильме-фэнтези (Excellence in Fantasy Film)
- 2010 — «Аватар» (номинация)